# Matthias Knossalla
Matthias Knossalla (* 12. Februar 1984 in Limburg an der Lahn) ist ein deutscher Triathlet und Trainer. Er ist deutscher Vizemeister auf der Duathlon-Langdistanz (2017). Er arbeitet zudem als Autor, Keynote-Speaker und Trainer.

## Werdegang
Matthias Knossalla betreibt Triathlon seit 2008. Parallel dazu studierte er an der Johannes Gutenberg-Universität in Mainz das Studienfach Sportwissenschaft und schloss dieses 2011 ab. Beim Ironman Frankfurt 2013 qualifizierte er sich mit einem dritten Platz in der Altersklasse 25–29 für die Ironman Weltmeisterschaften auf Hawaii.
Seit 2014 startet er als professioneller Triathlet und belegte beim Ironman 70.3 Rügen im selben Jahr den zweiten Platz hinter Doppel-Weltmeister Michael Raelert.
Seit 2015 startet er als Profi, qualifizierte sich im selben Jahr erstmals für die Ironman 70.3 Weltmeisterschaft in Zell am See und belegte am Ende den 31. Platz in der Elite-Kategorie.
2016 belegte Knossalla im Profi-Feld der Challenge Dänemark den zweiten Platz mit einer persönlichen Bestleistung auf der Langdistanz von 08:19:04 Stunden und wurde im selben Jahr ebenfalls zweiter bei der Challenge Samorin über die Mitteldistanz. Im Folgejahr 2017 erreichte Knossalla auf der Duathlon Langdistanz beim Powerman in Ulm den deutschen Vizemeistertitel und wurde im selben Jahr als Trainer von Nina Kuhn deutscher Meister auf der Triathlon Langdistanz.
Im Jahr 2018 fungierte Matthias Knossalla als Experte für die ZDF WISO Dokumentation „Mein erster Marathon“. Seit 2018 verfasst er als Kolumnist für die Frankfurter Neue Presse Artikel zum Thema „Die Welt eines Profi-Triathleten“.

Im Februar 2019 gründete Matthias Knossalla zusammen mit seiner Frau Susanne das Beratungsunternehmen necstwerk.com.
2020 veröffentlichte er gemeinsam mit Susanne Knossalla "Boost your Business. Die besten Hacks von Deutschlands Top-Unternehmern ", ein Buch für angehende Unternehmerinnen und Unternehmer.
Im September 2021 veröffentlichte er das Buch „Der Kona-Code. Wie die Qualifikation für Hawaii gelingt“ welches im Delius-Klasing Verlag erschienen ist. Matthias Knossalla lebt mit seiner Familie im Taunus.

## Sportliche Erfolge
| Datum/Jahr     | Rang         | Wettbewerb                                    | Austragungsort | Zeit     | Bemerkung                                                                               |
| -------------- | ------------ | --------------------------------------------- | -------------- | -------- | --------------------------------------------------------------------------------------- |
| 02. Sept. 2022 | 2            | Icon Livigno Xtreme Triathlon                 | Livigno        | 14:05:20 | Qualifikation für die Xtreme Triathlon Weltmeisterschaft beim Norseman Xtreme Triathlon |
| 18. Nov. 2018  | 9            | Ironman Mexiko                                | Cozumel        | 08:58:19 | [ 13 ]                                                                                  |
| 17. Juni 2018  | 6            | Ironman 70.3 Japan                            | Nagoya         | 04:08:52 | Bester deutscher Athlet                                                                 |
| 28. Mai 2017   | 2            | Deutsche Meisterschaften Duathlon Langdistanz | Ulm            | 03:50:56 | Deutscher Vizemeister Duathlon Langdistanz                                              |
| 21. Aug. 2016  | 2            | Challenge Samorin                             | Šamorín        | 03:50:56 |                                                                                         |
| 8. Juni 2016   | 2            | Challenge Dänemark                            | Herning        | 08:19:04 | Persönliche Bestzeit auf der Langdistanz                                                |
| 30. Aug. 2015  | 31           | Ironman 70.3 World Championship               | Zell am See    | 04:14:39 | Erste Teilnahme im Profi-Feld einer Ironman 70.3 Weltmeisterschaft                      |
| 8. März 2015   | 5            | Ironman 70.3 Subic Bay                        | Subic Bay      | 04:03:11 | Schnellster Europäer                                                                    |
| 14. Sep. 2014  | 2            | Ironman 70.3 Rügen                            | Rügen          | 03:56:26 | Als Duathlon ausgetragen                                                                |
| 8. Sep. 2013   | 4 (AK 25–29) | Ironman 70.3 World Championship               | Henderson      | 04:22:05 | [ 17 ]                                                                                  |
| 7. Juli 2013   | 3 (AK 25–29) | Ironman Germany                               | Frankfurt      | 08:51:59 | Qualifikation für die Ironman-Weltmeisterschaft auf Hawaii                              |